# Ducunt volentem fata, nolentem trahunt
Ducunt volentem fata, nolentem trahunt (в переводе с лат. — Желающего судьба ведёт, нежелающего — тащит) — фраза, впервые высказанная греческим философом-стоиком Клеанфом, впоследствии переведённая Сенекой, римским представителем стоицизма («Нравственные письма к Луцилию», 107,11):
Лучше всего претерпеть то, что ты не можешь исправить, и, не ропща, сопутствовать богу, по чьей воле всё происходит. Плох солдат, который идёт за полководцем со стоном. (107, 9) … Будем обращаться к Юпитеру, чьё кормило направляет эту громаду, с теми же словами, что наш Клеанф в своих красноречивых стихах…:
Властитель неба, мой отец, веди меня
Куда захочешь! Следую не мешкая,
На всё готовый. А не захочу — тогда
Со стонами идти придётся грешному,
Терпя всё то, что претерпел бы праведным.
Покорных рок ведёт, влечёт строптивого. (перевод С. Ошерова).
Стоики представляли людей частицами вселенского тела, в котором всё взаимосвязано и целесообразно. Отсюда вытекало чёткое представление о том, как нужно жить: «как палец или глаз: делать своё дело и радоваться, что оно необходимо мировому телу. Может быть, наш палец и недоволен тем, что ему приходится делать грубую работу, может быть, он и предпочёл бы быть глазом — что из того? Добровольно или недобровольно он останется пальцем и будет делать всё, что должен. Так и люди перед лицом мирового закона — судьбы. „Кто хочет, того судьба ведёт, кто не хочет, того тащит“, — гласит стоическая поговорка. „Что тебе дала философия?“ — спросили стоика; он ответил: „Я с нею делаю охотой то, что без неё я бы делал неволей“. Если бы палец мог думать не о своей грубой работе, а о том как он нужен человеку, палец был бы счастлив; пусть же будет и счастлив человек, сливая свой разум и свою волю с разумом и законом мирового целого».

Стоик Клеанф выразил [путь, каким шла философия во все времена] в словах, приобретших широкую известность благодаря Сенеке и Цицерону: fata volentum ducunt, nolentum trahunt…..Свобода в философии и античной, и средневековой, и новейшей не есть свобода распоряжаться действительностью, а лишь свобода так или иначе расценивать её: кто покоряется необходимости, того судьба ведёт, кто не покоряется, кто принимает необходимость невольно, того она тащит насильно.
— Шестов Л.С. Николай Бердяев. Гнозис и экзистенциальная философия. // Бердяев: Pro et contra. — СПб.: РХГИ, 2001. — С. 434.

Если хочешь свободы, нужно удовлетвориться стоическим fata volentum ducunt, nolentum trahunt: человек должен ценить только то, что в его власти (возможное), и быть равнодушным ко всему, что не в его власти (невозможное). Знание в том, что возможно и невозможно, даёт нам разум.
— Шестов Л.С. Николай Бердяев. Гнозис и экзистенциальная философия. // Бердяев: Pro et contra. — СПб.: РХГИ, 2001. — С. 436.